# Козловка (Киштовський район)
Козловка (рос. Козловка) — присілок у Киштовському районі Новосибірської області Російської Федерації.
Входить до складу муніципального утворення Березовська сільрада. Населення становить 0 осіб (2010).

## Історія
Згідно із законом від 2 червня 2004 року органом місцевого самоврядування є Березовська сільрада.

## Населення
| 2002 | 2007 | 2010 |
| ---- | ---- | ---- |
| 24   | ↘0   | →0   |